# Elegy for J.F.K.
L'Elegy for J.F.K. è una composizione di Igor' Fëdorovič Stravinskij scritta nel 1964 per commemorare la morte del presidente statunitense John F. Kennedy ucciso il 22 novembre 1963.

## Storia
Nel 1964 a Hollywood Stravinskij decise di scrivere un brano in memoria del Presidente assassinato l'anno prima; egli scelse un testo di Wystan Hugh Auden, il poeta che già aveva collaborato, insieme a Chester Kallman, per il libretto di The Rake's Progress. Il brano scelto è tratto da un poema Haiku ed è costituito precisamente da quattro stanze di diciassette sillabe ognuna che, sebbene non fossero state scritte in relazione al tragico evento, si prestavano perfettamente ad esprimere sentimenti e riflessioni sull'accaduto. Il pezzo fu terminato nel mese di marzo e la prima esecuzione avvenne ad Hollywood al Philharmonic Auditorium il 6 aprile. Il 6 dicembre dello stesso anno il brano venne eseguito, unitamente a Pribautki e alle Berceuses du chat, durante le celebrazioni indette per commemorare il primo anniversario della morte di Kennedy, alla Philharmonic Hall di New York. Il concerto fu poi replicato a Washington e a Boston.

## Testo
When a just man dies, 

Lamentation and praise,

Sorrow and joy are one.

Why then? Why there?

Why thus, we cry, did he die?

The Heavens are silent.

What he was, he was;

What he is fated to become

Depends on us.

Remembering his death

Haw we choose to live

Will decide its meaning.

When a just man dies,

Lamentation and praise,

Sorrow and joy are one.

## Analisi
L'Elegia fa parte di un gruppo di opere di carattere funebre scritte dal musicista in quegli anni e che comprendono le Variations in memoria di Aldous Huxley, l'Introitus in ricordo di Thomas Stearns Eliot ed i Requiem Canticles. La formazione musicale utilizzata è una delle preferite di Stravinskij e consta preferibilmente di un mezzo soprano, due clarinetti in Si♭ ed un clarinetto alto in Mi♭. Il brano, che utilizza la scrittura seriale, non presenta però strutture di grande costruzione; il musicista propone delle linee melodiche chiare ed espressive con delicatezza pur seguendo la conformazione seriale del pezzo che si apre con una frase introduttiva per voce e clarinetto alto per poi passare, tramite un brano centrale, alla ripresa nel finale della frase iniziale ripetuta sia nel testo che nella musica. La voce e i tre clarinetti creano una trama sonora di perfetta fusione ed interpretano con evidenza  espressiva e, al tempo stesso, estremamente composta il testo poetico di Auden.